# Cheumatopsyche jiriana
Cheumatopsyche jiriana är en nattsländeart som beskrevs av Malicky 1997. Cheumatopsyche jiriana ingår i släktet Cheumatopsyche och familjen ryssjenattsländor. Inga underarter finns listade i Catalogue of Life.